# トヨタ・NBCプラットフォーム
トヨタ・NBCプラットフォームとは、トヨタ自動車のコンパクトカー（A・Bセグメント）FF車用のプラットフォームの名称である。NBCはニュー・ベーシック・ コンパクト(New Basic Compact)の略。 トヨタの新世代コンパクトカーのプラットフォームとして開発され、初代ヴィッツ（欧州名・初代ヤリス）に初採用。多数の派生車のベースとなる。サスペンションはフロントは全てマクファーソンストラット、リアはごく一部を除きFF車用がトーションビーム、4WD車用が4リンク式コイル・リジットがそれぞれ用いられる。後継はBプラットフォーム。

## 搭載車種
- 初代トヨタ・ヴィッツ（欧州名・初代ヤリス）
- トヨタ・プラッツ（米国名・エコー）
- トヨタ・ファンカーゴ（欧州名・ヤリスヴァーソ）
- トヨタ・WiLL Vi
- トヨタ・WiLL サイファ
- 初代トヨタ・bB（米国名・初代サイオン・xB）
- 初代トヨタ・ist（米国名・サイオン・xA）
- 初代トヨタ・ヴィオス（東南アジア市場向け専売車種）
- トヨタ・シエンタ（プラットフォーム前方のみ[2]）
- 2代目トヨタ・ラウム
- 初代トヨタ・ポルテ
- トヨタ・プロボックス（2002年7月 - 2014年8月までのモデル）
- トヨタ・サクシード（2002年7月 - 2014年8月までのモデル）
- トヨタ・MR-S（米国名・MR2スパイダー、豪州名、および仏国を除く欧州名・3代目MR2、仏国名・3代目MR）

## 注
1. ↑  トヨタ博物館だより p5を参照。「New Basic Car」ではない。
2. ↑  プラットフォーム後方はMCプラットフォームを使用